# Chapadão do Sul
Chapadão do Sul, offiziell Município de Chapadão do Sul, ist eine brasilianische Stadt im Bundesstaat Mato Grosso do Sul in der Mesoregion Ost und Mikroregion Cassilandia. Sie wird "Landeshauptstadt der Lebensqualität" genannt.

## Geografie

### Lage
Die Stadt liegt 330 km von der Hauptstadt des Bundesstaates (Campo Grande) und 804 km von der Bundeshauptstadt (Brasília) entfernt.

### Klima
Die Stadt liegt im Einfluss von tropischem Höhenklima (CWA). Die Regenzeit ist im Sommer, der Winter ist trocken. Die Jahrestemperaturen liegen zwischen 13 und 28 °C bei einem durchschnittlichen Niederschlag von 1850 mm im Jahr.

### Gewässer
Die Stadt liegt im Tal des Río Paraná im Becken des Río de la Plata. Die Flüsse Rio Sucuriú, Rio Indaiá, Rio Aporé und Rio Paraíso fließen durch das Stadtgebiet.

### Vegetation
Das Gebiet ist ein Teil der Cerrados (Savanne Zentralbrasiliens).